# Förspillda dagar
Förspillda dagar (eng: The Lost Weekend) är en amerikansk film noir-dramafilm från 1945 i regi av Billy Wilder. Manuset, skrivet av Charles Brackett och Billy Wilder, är baserat på Charles R. Jacksons roman med samma titel från 1944. Huvudrollerna spelas av Ray Milland och Jane Wyman. Filmen hade världspremiär den 16 november 1945 och Sverigepremiär den 3 september 1946.

## Handling
Filmen handlar om Don Birnam (Ray Milland), en alkoholiserad författare som kämpar med sitt beroende under ett veckoslut. Han genomlider ångest och kval och drabbas av anfall av delirium tremens innan han beslutar sig för att sluta dricka.

## Medverkande
| Ray Milland      | – Don Birnam                 |
| Jane Wyman       | – Helen St. James            |
| Phillip Terry    | – Wick Birnam                |
| Howard Da Silva  | – Nat, bartendern            |
| Doris Dowling    | – Gloria                     |
| Frank Faylen     | – "Bim" Nolan                |
| Mary Young       | – Mrs Deveridge              |
| Anita Bolster    | – Mrs Foley                  |
| Lilian Fontaine  | – Mrs St. James              |
| Frank Orth       | – Rockvaktmästare vid operan |
| Lewis L. Russell | – Charles St. James          |

## Priser och nomineringar
Filmen Oscarbelönades vid Oscarsgalan 1945 i kategorin Bästa film. Vid filmfestivalen i Cannes året därpå vann filmen Guldpalmen.  